# Hoplitis mazzuccoi
Hoplitis mazzuccoi is een vliesvleugelig insect uit de familie Megachilidae. De wetenschappelijke naam van de soort is voor het eerst geldig gepubliceerd in 2005 door Maximilian Schwarz en  Fritz Gusenleitner.